# Anisodes coxaria
Anisodes coxaria là một loài bướm đêm trong họ Geometridae.